# Joe Swanberg
Joe Swanberg, né le 31 août 1981 à Détroit (Michigan), est un réalisateur et acteur américain. Il est l'une des figures de proue du mouvement cinématographique mumblecore.

## Biographie
Né à Détroit, Joe Swanberg grandit en Géorgie et dans l'Alabama. Il est diplômé de la Naperville Central High School de Chicago et de l'Université du Sud de l'Illinois à Carbondale. En 2005 il réalise son premier film, Kissing on the Mouth, suivi de LOL en 2006, qui marque sa première collaboration avec Greta Gerwig. Ils travailleront de nouveaux ensemble sur les deux films suivants de Swanberg : Hannah Takes the Stairs en 2007 et Nights and Weekends en 2008, dans lequel Greta Gerwig est aussi créditée à la réalisation. Son film suivant Alexander the Last est produit Noah Baumbach, qui plus tard recrutera Greta Gerwig et Ben Stiller dans son film Greenberg en 2010.
En 2009 Swanberg travaille sur Silver Bullets, et l'année suivante finit sept films : Uncle Kent, Caitlin Plays Herself, The Zone, Art History, Silver Bullets, Privacy Setting et Autoerotic (co-réalisé par Adam Wingard). Uncle Kent est présenté au Festival du film de Sundance en janvier 2011 et Silver Bullets ainsi que Art History à la Berlinale en février. 
En 2012 Swanberg écrit et réalise Drinking Buddies, présenté au festival South by Southwest. En 2013 il tourne Happy Christmas en 16 mm, dans lequel il joue avec Melanie Lynskey, Lena Dunham et Anna Kendrick de Drinking Buddies ; le film fait sa première à Sundance.

## Filmographie partielle

### En tant que réalisateur
- 2005 : Kissing on the Mouth
- 2006 : LOL
- 2007 : Hannah Takes the Stairs
- 2008 : Nights and Weekends
- 2009 : Alexander the Last
- 2011 : Uncle Kent
- 2011 : Art History
- 2011 : The Zone
- 2011 : Autoerotic
- 2011 : Caitlin Plays Herself
- 2012 : Marriage Material
- 2013 : All the Light in the Sky
- 2013 : Drinking Buddies
- 2013 : 24 Exposures
- 2014 : Happy Christmas
- 2015 : Digging for Fire
- 2017 : Win It All

### En tant qu'acteur
- 2011 : You're Next : Drake
- 2012 : V/H/S - segment Second Honeymoon : Sam
- 2013 : The Sacrament
- 2013 : White Reindeer
- 2013 : Proxy : Patrick Michaels
- 2014 : Thou Wast Mild and Lovely
- 2014 : There